# Forrest Towns
Forrest Grady »Spec« Towns, ameriški atlet, * 6. februar 1914, Fitzgerald, Georgia, ZDA † 9. april 1991, Athens, Georgia.
Towns je nastopil na Poletnih olimpijskih igrah 1936 v Berlinu, kjer je osvojil naslov olimpijskega prvaka v teku na 110 m z ovirami. S časom 14,1 s je izenačil svoj svetovni rekord iz 19. junija 1936. 27. avgusta 1936 je rekord popravil na 13,7 s. Junija 1941 je ta čas izenačil Fred Wolcott, izboljšal pa ga je Richard Attlesey junija 1950 za desetinko sekunde.